# The Sheriff's Round-Up
The Sheriff's Round-Up è un cortometraggio muto del 1912 prodotto dalla Nestor. Il nome del regista non viene riportato nei credit.

## Produzione
Il film fu prodotto dalla Nestor Film Company.

## Distribuzione
Distribuito dalla Motion Picture Distributors and Sales Company, il film - un cortometraggio di una bobina conosciuto anche con il titolo The Sheriff's Round Up - uscì nelle sale cinematografiche USA il 15 maggio 1912.